# Eddie Clarke
Edward Allan Clarke (Twickenham, Richmond upon Thames kerület, 1950. október 5. – London, 2018. január 10.), ismertebb nevén "Fast" Eddie Clarke, brit gitáros, a Fastway és a Motörhead heavy metal együttesek tagja volt. 1982-ben a Motörhead amerikai turnéján kilépett az együttesből.